# باقریه (بردسکن)
باقریه نام روستایی از توابع بخش انابد شهرستان بردسکن در استان خراسان رضوی است. این روستا در دهستان درونه قرار دارد و براساس سرشماری سال ۱۳۸۵ جمعیت آن ۲۲۶ نفر (۵۷ خانوار) بوده است.